# Dierenpark Wassenaar

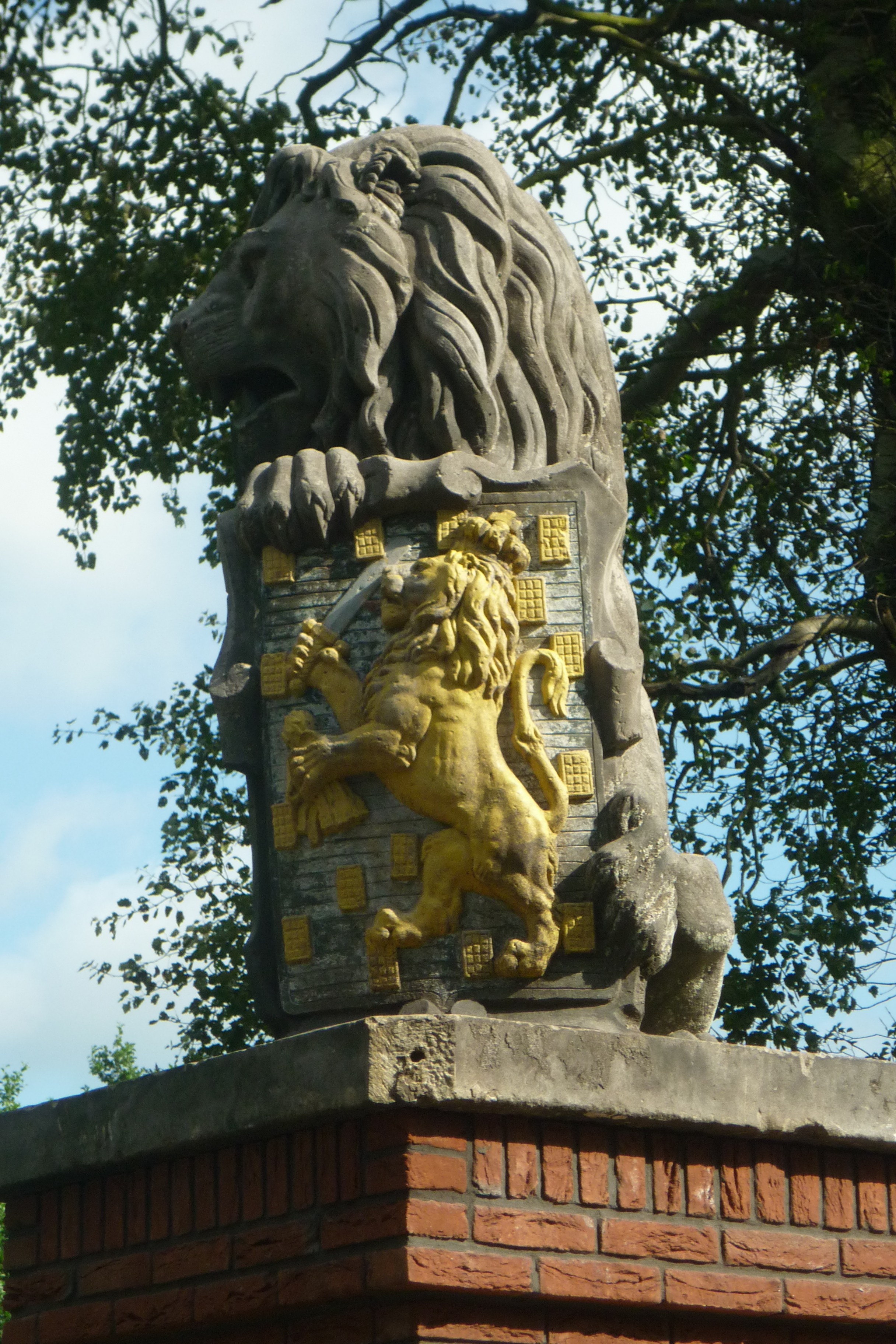
Deel van toegangshek

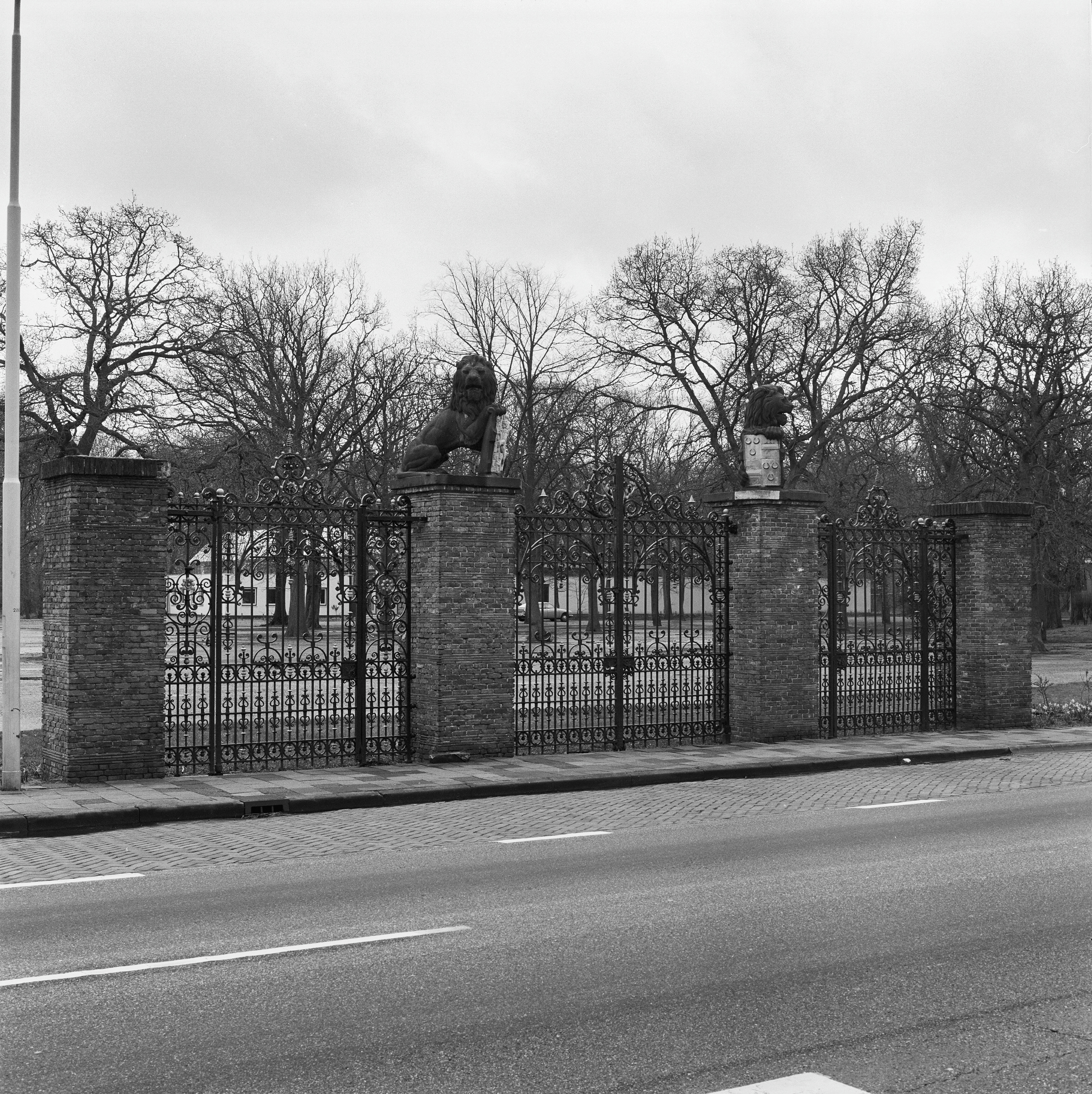
Het hek, zoals dat voor de ingang van Dierenpark Wassenaar werd gebruikt.

Dierenpark Wassenaar is een voormalige dierentuin, gelegen aan de Rijksweg N44, die in 1985 wegens geldgebrek werd gesloten.

## Populatie
De dierentuin werd in 1937 opgericht door de gefortuneerde auto-importeur Piet Louwman, en voortgezet door Jan Louwman. Piet Louwman had in zijn woning in Wassenaar ook al een collectie tropische vogels. De populatie van het park bestond in de beginjaren vooral uit vogels, olifanten en tijgers, maar werd al snel uitgebreid met een grote collectie mensapen, waaronder chimpansees en orang-oetans. Het dierenpark kon ook dieren overnemen van de Haagse Dierentuin die in 1943 werd gesloten.
Uiteindelijk had het dierenpark 3500 dieren.
In Wassenaar had men enkele opmerkelijke successen met het fokken van bedreigde diersoorten. In 1979 werd de eerste laaglandgorilla in Nederland geboren, en in 1982 de eerste bonobo. In 1980 werden vier cheeta's geboren, de laatste verhuisde naar Amersfoort en werd ruim 27 jaar oud.
In het gorillahuis was ook een griezelcollectie ondergebracht. Deze bestond uit een verzameling geleedpotige dieren zoals een schorpioen, een vogelspin, een wandelend blad en wandelende takken. Bobby, een grote zilverrug, verhuisde naar de Verenigde Staten.

## Voorzieningen
Een overblijfsel van het dierenpark is het toegangshek. Het siersmeedwerk werd bij een sloper gekocht en was afkomstig van de oude Rotterdamsche Diergaarde. Slechts een gedeelte werd in Wassenaar opnieuw gebruikt als ingang, de rest van het Rotterdamse hek werd in een hal opgesteld. Na de sluiting van Dierenpark Wassenaar stond het hek bij de ingang nog jarenlang langs de straatweg.
Toen het Louwman Museum werd gebouwd, werd het smeedwerk naar de ingang van het museum verplaatst.
De Louisehal werd in 1953 geopend. Het was een voormalige rozenkas van 120 bij 18 meter groot die was omgebouwd tot een hal met reptielenverblijven en een volière voor roofvogels. De verblijven waren groot genoeg om de dieren hun eigen leven te laten leiden, hetgeen in die periode als zeer vooruitstrevend gold. In latere instantie werd naast de Louisehal, de Paradijshal gebouwd. Uniek voor die tijd, kon het publiek in de Paradijshal tussen de vogels in lopen.
Er waren twee restaurants. De speeltuin had een echte eenmansonderzeeër en een gevechtstank.

## Sluiting
Door geldgebrek en financiële wanprestaties moest het park op 1 december 1985 zijn deuren sluiten. Eerder werd er vanuit het importbedrijf van de familie Louwman - die nog steeds eigenaar was van de dierentuin - nog geld in het park gepompt, maar het tekort was dusdanig opgelopen dat deze bedragen ook niet meer konden helpen. Veel dieren werden overgebracht naar andere dierenparken.
Na de sluiting kocht de familie Louwman het park terug en begon er het Wassenaar Wildlife Breeding Centre. Ze fokten daar tot 1 april 2006 verschillende diersoorten. Daarna bleven alleen nog diverse roofvogels en twee spinapen over. In maart 2016 verscheen een videofilmpje waarin door StukTV werd aangetoond dat de laatste op het terrein gehouden aap nog in leven was. De eigenaar had een vergunning om het dier daar te houden tot zijn overlijden.
Het terrein van het dierenpark heeft dertig jaar na de sluiting nog geen nieuwe bestemming aangezien eigenaar en gemeente het daar niet eens over kunnen worden.
De bibliotheek van de dierentuin werd op 30 mei 2018 te Londen geveild.

## Kraak
In 2010 werd de voormalige dierentuin een week lang gekraakt door Kraakgroep Haaglanden. De eigenaar stemde er niet mee in dat de groep er een commune zou oprichten. Ook omwonenden hadden grote bezwaren. Op 1 oktober 2010 moesten de krakers op bevel van de rechter weer vertrekken.
Aeres MBO Barneveld ·
Almere Jungle ·
Animal Farm ·
Apenheul ·
AquaZoo Leeuwarden ·
Aquazoo Leerdam ·
Artis ·
Artisklas Haarlem ·
Berkenhof Tropical Zoo ·
BestZoo ·
Botanische Tuinen Universiteit Utrecht ·
Center Parcs Het Heijderbos ·
Centrum voor Natuur- en Milieu Educatie ·
WaterLand Neeltje Jans ·
DierenPark Amersfoort ·
Dierenpark De Oliemeulen ·
Dierenpark Zie-ZOO ·
Diergaarde Blijdorp ·
DoeZoo Insektenwereld ·
Dolfinarium Harderwijk ·
Ecomare ·
Eindhoven Zoo ·
Faunapark Flakkee ·
Fort Kijkduin ·
GaiaZOO ·
Hof van Eckberge ·
Informatiecentrum De Noordwester ·
Kabouterland ·
Kasteelpark Born ·
Koninklijke Burgers' Zoo ·
Dierenpark Hoenderdaell ·
Muzeeaquarium Delfzijl ·
Natuurcentrum Ameland ·
Omnium Goes Tropisch bos ·
Ouwehands Dierenpark ·
Pantropica ·
Passiflorahoeve ·
Plaswijckpark ·
Reptielenhuis De Aarde ·
Reptielenzoo Iguana ·
Safaripark Beekse Bergen ·
Sea Life Scheveningen ·
Stichting AAP ·
Stichting Das & Boom ·
Taman Indonesia ·
Texel ZOO ·
Uilen- en Dierenpark De Paay ·
Van Blanckendaell Park ·
Vlinderparadijs Papiliorama ·
Vlinders aan de Vliet ·
Vlindersafari ·
Vlindertuin De Kas ·
Vlindorado ·
Vogelpark Avifauna ·
Vogelpark Ruinen ·
Vogelrevalidatiecentrum Zundert ·
Wereldtuinen Mondo Verde ·
Wildlands Adventure Zoo Emmen ·
Wonderwereld ·
Zee Aquarium Bergen aan Zee ·
ZooParc Overloon ·
Zoo Veldhoven
Opgeheven: Animali Vogel- en dierenpark · Noorder Dierenpark Emmen · Dierenpark Wassenaar · Dierenpark Wissel · Dolfirama · Dolfirado · Dolfirodam · Grottenaquarium Valkenburg · Fazanterie de Rooie Hoeve · Haagse Dierentuin · Kasteeltuinen Arcen · Klant’s Dierentuin · Klein Costa Rica · Labyrinth Boekelo · Papegaaienpark N.O.P. · Reptielenzoo "SERPO" · Schildpaddencentrum · Stonehenge Wildlife · Tilburgs dierenpark · Tropisch Oosten · Vogel- en wandelpark Abbeweer · Zodiac Zoos